# Internationaler Gitarrenwettbewerb des Kunstinstituts BAJA
Der Internationale Gitarrenwettbewerb des Kunstinstituts BAJA e. V. war einer der wichtigsten internationalen Wettbewerbe für Gitarre. Er fand 1993 bis 2011 jährlich in Templin statt. 
Der Wettbewerb wurde vom 1981 gegründeten Kunstinstitut BAJA e. V. gefördert und organisiert. Das Kunstinstitut wurde von Barbara Richter-Rumstig gegründet, die dort künstlerische Leiterin war, während ihr Ehemann Dieter Rumstig als 1. Vorsitzender wirkte. Das Kunstinstitut war Trägerverein der gleichnamigen Kunstschule, die jedoch ihren Betrieb 1999 aus finanziellen Gründen eingestellt hat.
Zur Jury des Wettbewerbes gehörten unter anderem Roberto Aussel, Thomas Blumenthal, Klaus-Jürgen Gundlach, Georg Katzer, Uwe Kropinski und David Tanenbaum.